# Mount Baxter
Mount Baxter ist ein 2430 m hoher Berg im ostantarktischen Viktorialand. Er ragt im Süden des O’Kane Canyons in der Eisenhower Range auf.
Teilnehmer der Discovery-Expedition (1901–1904) unter Leitung des britischen Polarforschers Robert Falcon Scott entdeckten ihn. Benannt ist der Berg nach Sir George und Lady Baxter of Dundee, welche die Expedition unterstützten.